# Irish Open 2019
Die Irish Open 2019 im Badminton fanden vom 13. bis zum 16. November 2019 in Dublin statt.

## Sieger und Platzierte
| Disziplin    | Gold                                | Silber                      | Bronze                       |
| ------------ | ----------------------------------- | --------------------------- | ---------------------------- |
| Herreneinzel | Toma Junior Popov                   | Pablo Abián                 | Felix Burestedt              |
| Herreneinzel | Toma Junior Popov                   | Pablo Abián                 | Chen Chi-ting                |
| Dameneinzel  | Qi Xuefei                           | Julie Dawall Jakobsen       | Lin Hsiang-ti                |
| Dameneinzel  | Qi Xuefei                           | Julie Dawall Jakobsen       | Sung Shuo-yun                |
| Herrendoppel | Jones Ralfy Jansen Peter Käsbauer   | Alexander Dunn Adam Hall    | Lee Fang-chih Lee Fang-jen   |
| Herrendoppel | Jones Ralfy Jansen Peter Käsbauer   | Alexander Dunn Adam Hall    | Liao Kuan-hao Po Li-wei      |
| Damendoppel  | Amalie Magelund Freja Ravn          | Delphine Delrue Léa Palermo | Alexandra Bøje Mette Poulsen |
| Damendoppel  | Amalie Magelund Freja Ravn          | Delphine Delrue Léa Palermo | Clara Nistad Moa Sjöö        |
| Mixed        | Mathias Christiansen Alexandra Bøje | Ronan Labar Anne Tran       | Thom Gicquel Delphine Delrue |
| Mixed        | Mathias Christiansen Alexandra Bøje | Ronan Labar Anne Tran       | Sam Magee Chloe Magee        |